# Discobola annulata
Discobola annulata är en tvåvingeart som först beskrevs av Carl von Linné 1758.  Discobola annulata ingår i släktet Discobola och familjen småharkrankar. Arten är reproducerande i Sverige. Inga underarter finns listade i Catalogue of Life.